# Parafia św. Michała Archanioła w Olbrachtowie
Parafia św. Michała Archanioła w Olbrachtowie – parafia rzymskokatolicka z siedzibą w Olbrachtowie, terytorialnie i administracyjnie należąca do diecezji zielonogórsko-gorzowskiej, do dekanatu Żary, erygowana 24 sierpnia 2001. W parafii posługują księża diecezjalni. 